# Charles Farrell
Charles Farrell (Onset Bay, Massachusetts, EUA, 9 de agosto de 1902 – Palm Springs, Califórnia, EUA, 6 de maio de 1990) foi um ator de cinema estadunidense.

## Biografia
No início de sua carreira, trabalhou como "extra", chegando a aparecer num filme de Lubitsch, Rosita, em 1923, foi astro secundário em Rin-Tin-Tin, e trabalhou em algumas comédias de Mack Sennett.
No filme The Old Ironsides ("Fragata Invicta"), de James Craze, pela Paramount, em 1927, teve finalmente uma boa oportunidade. Passou a trabalhar para a Fox, porém a Paramount o pediu emprestado, para o filme The Rough Riders ("Irmãos na Luta, Rivais no Amor"), de Victor Fleming. Alcançou, assim, a fama, trabalhando ao lado de Janet Gaynor, a "menina dos olhos" da Fox de 1927 a 1935.
Ao lado de Janet Gaynor estrelou "Sétimo Céu", de Frank Borzage. De Borzage estrelou também The River ("O Rio da Vida"), ao lado de Mary Duncan. Casou com a atriz Virginia Valli, e afastou-se do cinema em 1941.
Na década de 50, durante sete anos foi prefeito de Palm Springs, onde ele e o ator Ralph Bellamy construíram um condomínio com quadras de tênis, o Palm Springs Racquet Clube.
Em 1952, participou de 128 capítulos da série de TV, My Little Margie, posteriormente repetido numa versão para o rádio com Farrell e Gale Storm, e em 1956 repareceu em Miami Expose ("O Destino de um Gângster), um modesto filme da Columbia.

## Filmografia
- Clash of the Wolves (1925) com Rin Tin Tin
- A Trip to Chinatown (1926) com Margaret Livingston e Anna May Wong
- Old Ironsides ("Fragata Invicta") (1926) com George Bancroft e Wallace Beery
- Seventh Heaven ("Sétimo Céu")[nota 1](1927) com Janet Gaynor (primeiro filme com Gaynor)
- The Rough Riders ("Irmãos na Luta, Rivais no Amor") (1927) com Noah Beery, George Bancroft, e Mary Astor
- Street Angel (1928)  com Janet Gaynor
- Lucky Star (1929) com Janet Gaynor
- The River ("O Rio da Vida") (1929) com Mary Duncan
- Sunny Side Up (1929) com Janet Gaynor
- Liliom (1930) com Rose Hobart
- High Society Blues (1930) com Janet Gaynor
- The Man Who Came Back (1931) com Janet Gaynor
- Body and Soul (1931) com Humphrey Bogart e Myrna Loy
- Merely Mary Ann (1931) com Janet Gaynor
- Delicious (1931) com Janet Gaynor
- City Girl /Our Daily Bread ("O Pão Nosso de Cada Dia") (1932) com Mary Duncan
- Wild Girl (1932) com Joan Bennett e Eugene Pallette
- The First Year (1932) com Janet Gaynor
- Tess of the Storm Country ("A Borrasca") (1932) com Janet Gaynor
- After Tomorrow ("Esperança") (1932)
- Girl Without a Room (1933) com Charles Ruggles e Marguerite Churchill
- The Big Shakedown ("Drogas Infernais") (1934) com Bette Davis
- Change of Heart ("o Seu Primeiro Amor") (1934) with Janet Gaynor, Ginger Rogers, and Shirley Temple (último filme com Gaynor
- Treachery on the High Seas (1936) com Bebe Daniels, Tom Helmore e Ben Lyon
- Forbidden Heaven (1936) com Charlotte Henry e Beryl Mercer
- Moonlight Sonata ("Sonata ao Luar") (1937) - filmado na Inglaterra, com o compositor, pianista e político Ignacy Paderewski.
- Just Around the Corner (1938) com Shirley Temple, Bill "Bojangles" Robinson, e Bert Lahr
- The Deadly Game (1941)
- My Little Margie (1952-1955; série de TV)
- Miami Expose ("O Destino de um Gângster) (1956)